# George Newbern

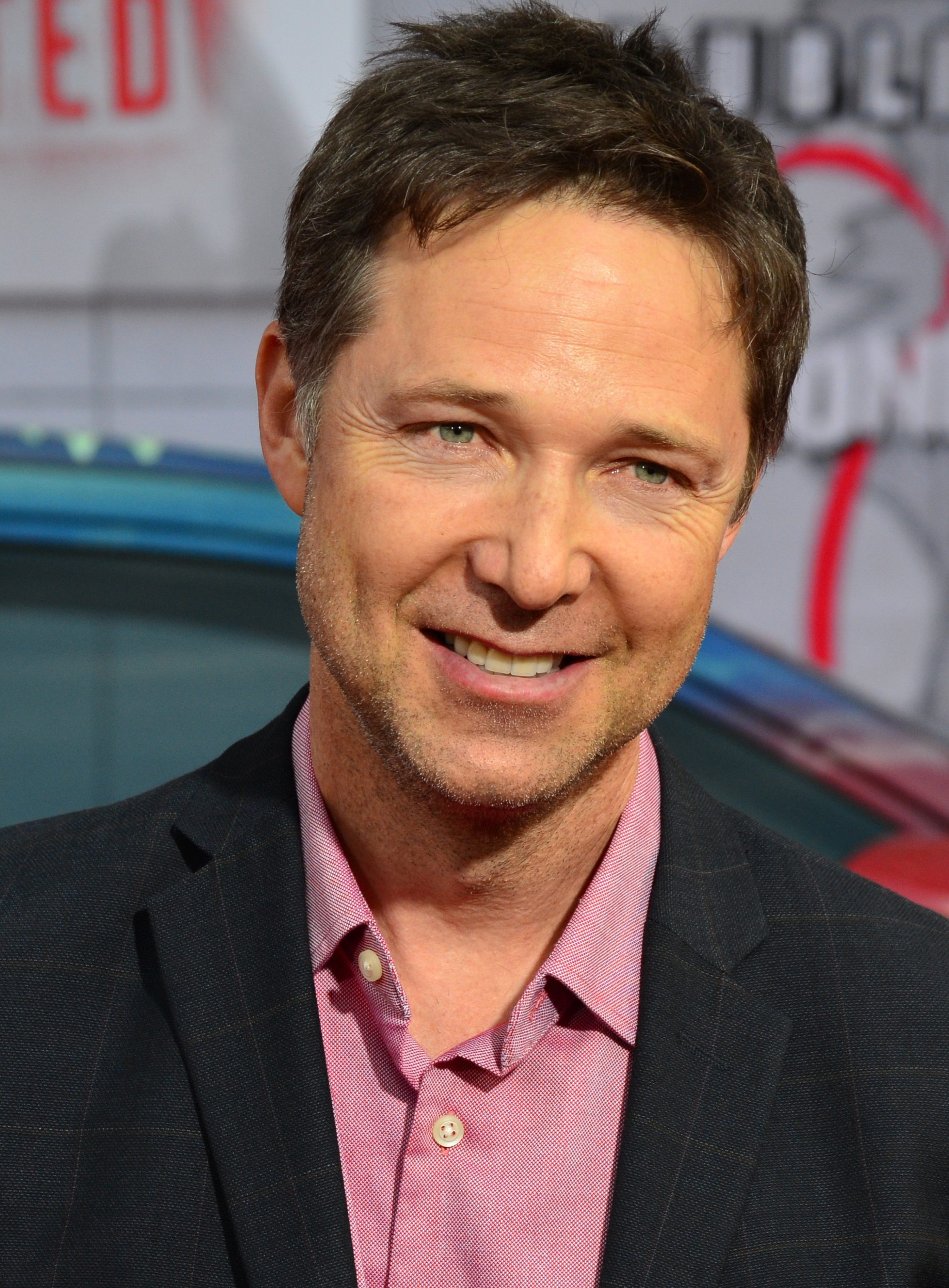
George Newbern bei der Filmpremiere von Muppets Most Wanted im Jahr 2014

George Newbern (* 10. Dezember 1964 in Little Rock, Arkansas) ist ein US-amerikanischer Schauspieler und Synchronsprecher.

## Leben und Leistungen
Newbern absolvierte im Jahr 1986 Theaterkunst an der Northwestern University. Er debütierte in einer kleinen Nebenrolle in der Miniserie Die Blauen und die Grauen aus dem Jahr 1982. In der Fernsehkomödie Die Doppelgänger (1987) übernahm er neben Elisabeth Shue eine der Hauptrollen. In der Komödie Eine Frau steht ihren Mann (1988) spielte er an der Seite von Kathleen Turner, Burt Reynolds und Christopher Reeve.
In den Komödien Vater der Braut (1991) und Ein Geschenk des Himmels – Vater der Braut 2 (1995) spielte er die Rolle von Bryan MacKenzie, der Annie Banks (Kimberly Williams) heiratet und zum Schwiegersohn von George Banks (Steve Martin) und Nina Banks (Diane Keaton) wird. In der Horrorkomödie Mask of Murder 2 (Doppelgänger) (1993) spielte er die Rolle von Patrick Highsmith, dem Vermieter und Liebhaber von Holly Gooding (Drew Barrymore). Seit 2001 ist seine Stimme in der Zeichentrick-Fernsehserie Justice League zu hören. Des Weiteren lieh er Sephiroth in dem Animationsfilm Final Fantasy VII: Advent Children seine Stimme. Nach seiner jahrelangen Erfahrung als Darsteller in Fernsehserien plant Newbern eine eigene Fernsehserie ins Leben zu rufen.
Newbern ist seit dem Jahr 1990 mit der Schauspielerin Marietta DePrima verheiratet, die wie er im Jahr 1986 die Northwestern University abschloss. Das Paar hat eine im Jahr 1995 geborene Tochter.

## Filmografie (Auswahl)
- 1982: Die Blauen und die Grauen (The Blue and The Gray)
- 1986–1992: Mann muss nicht sein (Designing Women, Fernsehserie, vier Folgen)
- 1987: Die Doppelgänger (Double Switch)
- 1987: Streetgirls (My Little Girl)
- 1987: Die Nacht der Abenteuer (Adventures in Babysitting)
- 1988: Eine Frau steht ihren Mann (Switching Channels)
- 1988: Kopflos durch die Nacht (It Takes Two)
- 1991: Vater der Braut (Father of the Bride)
- 1991–1993: The Pirates of Dark Water (Fernsehserie)
- 1993: Mask of Murder 2 (Doppelgänger) (Doppelganger)
- 1994: Bill Cosby & Co. – Die Rückkehr der Superspione (I Spy Returns)
- 1995: Ein Geschenk des Himmels – Vater der Braut 2 (Father of the Bride Part II)
- 1996: Jahre der Zärtlichkeit – Die Geschichte geht weiter (The Evening Star)
- 1997–1998: Chicago Hope – Endstation Hoffnung (Chicago Hope, Fernsehserie)
- 1998: Friends (Fernsehserie, 3 Folgen)
- 1999: Friends & Lovers
- 1999: Das Leben ist was Wunderbares (The Simple Life of Noah Dearborn)
- 2000: Women Love Women (If These Walls Could Talk 2, Teil: 2000)
- 2001–2006: Justice League (Fernsehserie, Stimme)
- 2002: Providence (Fernsehserie)
- 2006: Final Fantasy VII: Advent Children (Stimme von Sephiroth)
- 2008: Zurück im Sommer (Fireflies in the Garden)
- 2009: Criminal Minds (Fernsehserie, Folge 4x12)
- 2009: Die Entführung meines Vaters (Dadnapped)
- 2010: Navy CIS (Fernsehserie, Folge 8×05)
- 2012: Santa Pfote 2 – Die Weihnachts-Welpen (Santa Paws 2: The Santa Pups)
- 2012–2018: Scandal (Fernsehserie, 69 Folgen)

## Videospiele
- 2003: Final Fantasy X-2 (Stimme von Meyvn Nooj)
- 2005: Kingdom Hearts II (Stimme von Sephiroth)
- 2006: Bleach: Shattered Blade (Stimme von Ulquiorra Cifer)
- 2007: Kingdom Hearts II: Final Mix (Stimme von Sephiroth)
- 2007: Crisis Core: Final Fantasy VII (Stimme von Sephiroth)
- 2008: Dissidia Final Fantasy (Stimme von Sephiroth)
- 2011: Dissidia 012 Final Fantasy (Stimme von Sephiroth)
- 2011: Star Wars: The Old Republic (Stimme von Master Volryder, Captain Perovius, Commander Naughlen)
- 2013: Injustice: Götter unter uns (Stimme von Superman)
- 2015: Code Name: S.T.E.A.M. (Stimme)
- 2015: Mobius Final Fantasy (Stimme von Sephiroth)
- 2017: Injustice 2 (Stimme von Superman)
- 2018: Dissidia Final Fantasy NT (Stimme von Sephiroth)
- 2022: MultiVersus (Stimme von Superman)